# Cratichneumon paraparatus
Cratichneumon paraparatus là một loài tò vò trong họ Ichneumonidae.